# Hetven tanítvány

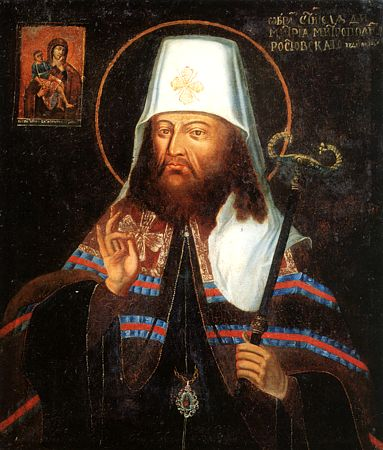
Rosztovi Szent Dimitrij (1651–1709), a hetvenes lista elkészítője

A hetven tanítványról vagy hetvenekről az Újszövetség Lukács evangéliumában (Luk 10:1-24) esik szó, mint akik el lettek küldve a világ különböző égtájaira hirdetni Jézus igéjét. Maga az Újszövetség nem nevezi meg a hetveneket (szemben a tizenkét apostollal), azonban az egyházi, főképpen az ortodox egyházi hagyomány kisebb-nagyobb eltérésekkel napjainkig fenntartotta neveket. Az első lista Római Szent Hippolütosz (~170–235) neve alatt ismeretes. Szent Hippolütosz Szent Iréneusz (~115–203) tanítványa volt, aki viszont Szent Polikárp (~70–155) követőjeként ismert. Polikárp a hagyomány szerint az apostolok közül legtovább élő Szent János apostoltól hallotta a keresztény tanításokat.
Később Türoszi Szent Dorotheosz (~255–362) jegyzett le egy ilyen listát, mely később hatott a 7. századi bizánci Chronicon Paschale (krónika) névsorára.
A különböző listákat az orosz Rosztovi Szent Dimitrij (1651–1709) vetette egybe egymással, és megpróbálta kijavítani a listák közti eltéréseket, hibákat. Az ő műve elfogadott hivatalosan ma a keleti egyházban.
Megjegyzés: a keleti egyházi hagyomány következetesen apostoloknak tekinti a hetven tanítványt is, és közös ünnepüket január 4-én üli. A megnevezés pedig időnként – egyházi hagyománytól függően – hetvenként tanítvány.

## A Bibliai szövegrész
1. Ezek után pedig rendele az Úr másokat is, hetvenet, és elküldé azokat kettőnként az ő orczája előtt, minden városba és helyre, a hová ő menendő vala. 2. Monda azért nékik: Az aratni való sok, de a munkás kevés; kérjétek azért az aratásnak Urát, hogy küldjön munkásokat az ő aratásába. 3. Menjetek el: Ímé én elbocsátlak titeket, mint bárányokat a farkasok közé. 4  Ne hordozzatok erszényt, se táskát, se sarut; és az úton senkit ne köszöntsetek. 5. Valamely házba bementek, először ezt mondjátok: Békesség e háznak! 6. És ha lesz ott valaki békességnek fia, a ti békességtek azon marad; ha nem, ti reátok tér vissza. 7. Ugyanazon házban maradjatok pedig, azt evén és iván, a mit ők adnak: mert méltó a munkás az ő jutalmára. Ne járjatok házról-házra. 8. És valamely városba bementek, és befogadnak titeket, azt egyétek, a mit előtökbe adnak: 9. És gyógyítsátok a betegeket, a kik ott lesznek, és mondjátok nékik: Elközelített hozzátok az Isten országa. 10. Valamely városba pedig bementek, és titeket be nem fogadnak, annak utczáira kimenvén, ezt mondjátok: 11. Még a port is, a mely reánk ragadt a ti várostokból, itt köztetek letöröljük; mindazáltal ez legyen tudtotokra, hogy az Isten országa elközelített hozzátok. 12. Mondom pedig néktek, hogy a Sodomabeliek állapota tűrhetőbb lesz ama napon, hogynem azé a városé. 13. Jaj néked Korazin! Jaj néked Bethsaida! mert ha Tírusban és Sídonban lettek volna azok a csodák, melyek te benned lőnek, régen zsákban és hamuban ülve megtértek volna. 14. Hanem Tírusnak és Sídonnak tűrhetőbb lesz állapota az ítéletkor, hogynem néktek. 15. És te Kapernaum, mely mind az égig felmagasztaltattál, a pokolig fogsz lealáztatni. 16. A ki titeket hallgat, engem hallgat, és a ki titeket megvet, engem vet meg; és a ki engem vet meg, azt veti meg, a ki engem elküldött. 17. Visszatére pedig a hetven tanítvány örömmel, mondván: Uram, még az ördögök is engednek nékünk a te neved által! 18. Ő pedig monda nékik: Látám a Sátánt, mint a villámlást lehullani az égből. 19. Ímé adok néktek hatalmat, hogy a kígyókon és skorpiókon tapodjatok, és az ellenségnek minden erején; és semmi nem árthat néktek. 20. De azon ne örüljetek, hogy a lelkek néktek engednek; hanem inkább azon örüljetek, hogy a ti neveitek fel vannak írva a mennyben. 21. Azon órában örvendeze Jézus lelkében, és monda: Hálákat adok néked, Atyám, mennynek és földnek Ura, hogy elrejtetted ezeket a bölcsek és értelmesek elől, és a kisdedeknek megjelentetted. Igen, Atyám, mert így volt kedves te előtted. 22. Mindent nékem adott az én Atyám: és senki sem tudja, kicsoda a Fiú, csak az Atya; és kicsoda az Atya, hanem csak a Fiú, és a kinek a Fiú akarja megjelenteni. 23. És a tanítványokhoz fordulván, monda ő magoknak: Boldog szemek, a melyek látják azokat, a melyeket ti láttok. 24. Mert mondom néktek, hogy sok próféta és király kívánta látni, a miket ti láttok, de nem látták; és hallani, a miket hallotok, de nem hallották.

## A hetven tanítvány (apostol) listája
A hetven tanítvány a katolikus hagyomány alapján:
| N                                         | Név                | Tisztség                   | Ünnepnap       | Bibliai hivatkozás                                             |
| ----------------------------------------- | ------------------ | -------------------------- | -------------- | -------------------------------------------------------------- |
| [1.]                                      | Jakab              | Jeruzsálem püspöke         | október 23.    | Mát 13:55; Gal 1:18-19                                         |
| [2.]                                      | Márk evangélista   | Alexandria püspöke         | április 25.    | Csel 0:12; 1 Pét 5:13; Kol 4:10; Filem 24                      |
| [3.]                                      | Lukács evangélista | –                          | október 18.    | Kol 4:14                                                       |
| [4.]                                      | Kleopasz           | Jeruzsálem püspöke         | október 30.    | Luk 24:18                                                      |
| [5.]                                      | Simeon             | Jeruzsálem püspöke         | április 27.    | Mát 13:55                                                      |
| [6.]                                      | Barnabás           | Milánó püspöke             | június 11.     | Csel 4:36, 9:27; 1Kor 9:6; Gal. 2:1; Kol 4:10                  |
| [7.]                                      | Jusztusz           | Eleutheropolisz püspöke    | október 30.    | Csel 1:23; Kol 4:11                                            |
| [8.]                                      | Thaddeosz          | –                          | augusztus 21.  | –                                                              |
| [9.]                                      | Ananiasz           | –                          | október 1.     | Csel 9:10,17; 22:12                                            |
| [10.]                                     | István             | az első keresztény vértanú | december 27.   | Csel 6:5                                                       |
| [11.]                                     | Fülöp              | Trallesz püspöke           | október 11.    | Csel 8:6, 26-40                                                |
| [12.]                                     | Prokhorosz         | Nikomédia püspöke          | július 28.     | Csel 6:5                                                       |
| [13.]                                     | Nikánor            | –                          | december 28.   | Csel 6:5                                                       |
| [14.]                                     | Timon              | Bosztra püspöke            | július 28.     | Csel 6:5                                                       |
| [15.]                                     | Permenasz          | Szoli püspöke              | július 28.     | Csel 6:5                                                       |
| [16.]                                     | Timótheosz         | Epheszosz püspöke          | január 22.     | Csel 16:1                                                      |
| [17.]                                     | Titusz             | Kréta püspöke              | augusztus 25.  | 2Kor 2:13                                                      |
| [18.]                                     | Philemon           | Gáza püspöke               | november 22.   | Filem 1                                                        |
| [19.]                                     | Oneszimosz         | Büzantion püspöke          | február 15.    | Kol 4:9; Filem 1:10-16                                         |
| [20.]                                     | Epaphrasz          | Kolosszae püspöke          | –              | Kol 1:7, 4:12-13; Filem 1:23                                   |
| [21.]                                     | Arkhipposz         | Kolosszae püspöke          | február 19.    | Kol 4:17; Filem 1:2                                            |
| [22.]                                     | Szilasz            | Korinthosz püspöke         | július 30.     | Csel 15:22                                                     |
| [23.]                                     | Szilvanosz         | Korinthosz püspöke         | július 30.     | 1Pét 5:12; 2Kor 1:19-22                                        |
| [24.]                                     | Kreszkensz         | Galatia püspöke            | július 30.     | 2Tim 4:10                                                      |
| [25.]                                     | Kriszposz          | Aegina püspöke             | –              | Csel 18:8; 1Kor 1:14                                           |
| [26.]                                     | Epaenetosz         | Karthago püspöke           | július 30.     | Róm 16:5                                                       |
| [27.]                                     | Andronikosz        | Pannonia püspöke           | május 17.      | Róm 16:7                                                       |
| [28.]                                     | Sztakhüsz          | Büzantion püspöke          | október 31.    | Róm 16:9                                                       |
| [29.]                                     | Ampliasz           | Dioszpolisz püspöke        | október 31.    | Róm 16:8                                                       |
| [30.]                                     | Orbán              | Makedónia püspöke          | október 31.    | Róm 16:9                                                       |
| [31.]                                     | Narcisszosz        | Athén püspöke              | október 31.    | Róm 16:11                                                      |
| [31.]                                     | Apellész           | Heraklea püspöke           | október 31.    | Róm 16:10                                                      |
| [33.]                                     | Arisztobulosz      | Britannia püspöke          | március 15.    | Róm 16:10                                                      |
| [34.]                                     | Herodianosz        | Neopatrasz püspöke         | április 8.     | Róm 16:11                                                      |
| [35.]                                     | Agabosz            | –                          | április 8.     | Csel 11:27-28                                                  |
| [36.]                                     | Rufusz             | Théba püspöke              | április 8.     | Márk 15:21; Róm 16:13                                          |
| [37.]                                     | Aszünkritosz       | Hürkania püspöke           | április 8.     | Róm 16:14                                                      |
| [38.]                                     | Phlegon            | Marathon püspöke           | április 8.     | Róm 16:14                                                      |
| [39.]                                     | Hermasz            | Philippopolisz püspöke     | május 31.      | Róm 16:14                                                      |
| [40.]                                     | Patrobasz          | Neapolisz püspöke          | november 5.    | Róm 16:14                                                      |
| [41.]                                     | Hermész            | Dalmatia püspöke           | április 8.     | Róm 16:14                                                      |
| [42.]                                     | Linusz             | Róma püspöke               | november 5.    | 2Tim 4:21                                                      |
| [43.]                                     | Gaiusz             | Epheszosz püspöke          | november 5.    | Róm 16:23; 1Kor 1:14; Csel 19:29; Csel 20:4                    |
| [44.]                                     | Philologosz        | Szinopé püspöke            | november 5.    | Róm 16:15                                                      |
| [45.]                                     | Lukiosz            | Laodicea püspöke           | szeptember 10. | Csel 13:1                                                      |
| [46.]                                     | Jaszon             | Tarszosz püspöke           | április 29.    | Csel 17:5-9                                                    |
| [47.]                                     | Szoszipater        | Ikonium püspöke            | április 29.    | Róm 16:21                                                      |
| [48.]                                     | Olümpasz           | –                          | november 10.   | Róm 16:15                                                      |
| [49.]                                     | Tertiosz           | Ikonium püspöke            | október 30.    | Róm 16:22                                                      |
| [50.]                                     | Erasztosz          | Paneasz püspöke            | november 10.   | Csel 19:22; Róm 16:23; 2Tim 4:20                               |
| [51.]                                     | Kvartosz           | Berütosz püspöke           | november 10.   | Róm 16:23                                                      |
| [52.]                                     | Evodosz            | Antiochia püspöke          | szeptember 7.  | Fil 4:2                                                        |
| [53.]                                     | Onesziphorosz      | Kolophon és Küréné püspöke | szeptember 7.  | 2Tim 1:16                                                      |
| [54.]                                     | Kelemen            | Szardisz püspöke           | szeptember 10. | Fil 4:3                                                        |
| [55.]                                     | Szoszthenész       | Kolophón püspöke           | december 8.    | 1Kor 1:1; Csel 18:17                                           |
| [56.]                                     | Apollosz           | Korinthosz püspöke         | december 8.    | Csel 18:24; Csel 19:1; 1Kor 1:12; 3: 4-6; 4:6; 16:12; Tit 3:13 |
| [57.]                                     | Tükhikosz          | Kolophón püspöke           | december 8.    | Csel 20:4; Ef 6:21; Kol 4:7                                    |
| [58.]                                     | Epaphroditosz      | Andriaca püspöke           | december 8.    | Fil 2:25-30, 4:18                                              |
| [59.]                                     | Karposz            | Beroea püspöke             | május 26.      | 2Tim 4:13                                                      |
| [60.]                                     | Kvadratosz         | Athén püspöke              | szeptember 21. | –                                                              |
| [61.]                                     | Bübloszi Márk      | Büblosz püspöke            | szeptember 27. | Csel 0:25; Csel 15:37-41                                       |
| [62.]                                     | Zenasz             | Dioszpolisz püspöke        | szeptember 27. | Tit 3:13                                                       |
| [63.]                                     | Arisztarkhosz      | Apamea püspöke             | szeptember 27. | Csel 19:29; Csel 20:4; Csel 27:2; Kol 4:10; Filem 1:24         |
| [64.]                                     | Pudensz            | –                          | április 15.    | 2Tim 4:21                                                      |
| [65.]                                     | Trophimosz         | –                          | április 15.    | 2Tim 4:20                                                      |
| [66.]                                     | Apolloniai Márk    | Apollonia püspöke          | október 30.    | Kol 4:10                                                       |
| [67.]                                     | Artemasz           | Lüsztra püspöke            | október 30.    | Tit 3:12                                                       |
| [68.]                                     | Aquila             | Heraklea püspöke           | július 14.     | Csel 18: 2; Róm 16:3; 1Kor 16:19; 2Tim 4:19                    |
| [69.]                                     | Fortunatusz        | –                          | június 15.     | 1Kor. 16:17                                                    |
| [70.]                                     | Akhaikosz          | –                          | június 15.     | 1Kor 16:17                                                     |
| Olykor 71. és 72.-ként hozzájuk sorolják: |                    |                            |                |                                                                |
| [71.]                                     | Areopagita Dénes   | Athén püspöke              | október 3.     | Csel 17:34                                                     |
| [72.]                                     | Simeon Niger       | –                          | –              | Csel 13:1                                                      |

## Fordítás
- Ez a szócikk részben vagy egészben  a   Seventy disciples című angol Wikipédia-szócikk fordításán alapul.  Az eredeti cikk szerkesztőit annak laptörténete sorolja fel. Ez a jelzés csupán a megfogalmazás eredetét és a szerzői jogokat jelzi, nem szolgál a cikkben szereplő információk forrásmegjelöléseként.

## Lásd még
- Őskeresztények